# Joel Whitburn
Joel Whitburn (Wauwatosa, 29 novembre 1939 – 14 giugno 2022) è stato uno scrittore statunitense, esperto di storia della musica.

## Biografia
Whitburn ha fondato Record Research Inc. a Menomonee Falls, Wisconsin, nel 1970 e ha messo insieme un team di ricercatori per esaminare in dettaglio tutte le classifiche musicali e video di Billboard. Record Research pubblica libri di riferimento sulla base dei dati delle varie classifiche musicali popolari e ad oggi ha pubblicato oltre 200 libri, 50 dei quali sono nel catalogo Record Research. La sua ricerca si estende dal 1890 ad oggi e copre molti generi. Con la posizione di picco di ogni registrazione, la data tracciata, le settimane tracciate, l'etichetta e le informazioni e le curiosità su registrazioni e artisti, i libri di Whitburn sono ampiamente utilizzati dall'industria dell'intrattenimento (in particolare dalle radio) e dagli appassionati di musica in tutto il mondo. La sua pubblicazione di punta è Top Pop Singles, che copre la storia delle classifiche dei singoli di Billboard, principalmente la Billboard Hot 100. L'edizione più recente, Top Pop Singles 1955-2018, è stata pubblicata a giugno 2019.
Whitburn è stato anche l'autore della serie Top 40 Hits, pubblicata da Billboard Books. L'edizione più recente, la nona, è stata pubblicata nel 2010.
Whitburn è un appassionato collezionista di dischi fonografici, con una delle più grandi collezioni al mondo nel deposito sotterraneo. La sua collezione include una copia di quasi tutti i dischi a 78 giri, singolo a 45 giri, LP e compact disc che ha raggiunto le classifiche di Billboard.
In collaborazione con Rhino Records, Whitburn ha prodotto oltre 150 compilation di CD, che sono tipicamente compilate in base alle loro prestazioni nella classifica di Billboard.
Whitburn's Record Research è il licenziatario più longevo di Billboard, con una relazione che dura da 50 anni.